# Petrivka, Moghilău
Petrivka (în ucraineană Петрівка) este un sat în comuna Pîlîpî din raionul Moghilău, regiunea Vinnița, Ucraina.

## Demografie
Componența lingvistică a localității Petrivka
     Ucraineană (99,26%)
     Alte limbi (0,74%)
Conform recensământului din 2001, majoritatea populației localității Petrivka era vorbitoare de ucraineană (99,26%), existând în minoritate și vorbitori de alte limbi.